# 5380 Sprigg
Sprigg (asteróide 5380) é um asteróide da cintura principal, a 2,0324784 UA. Possui uma excentricidade de 0,2117717 e um período orbital de 1 512,33 dias (4,14 anos).
Sprigg tem uma velocidade orbital média de 18,54837156 km/s e uma inclinação de 9,31027º.
Este asteróide foi descoberto em 7 de maio de 1991 por Robert McNaught.